# NGC 6371
NGC 6371 este o galaxie spirală situată în constelația Hercule. A fost descoperită în 24 iunie 1864 de către Albert Marth.